# Schiffsfonds

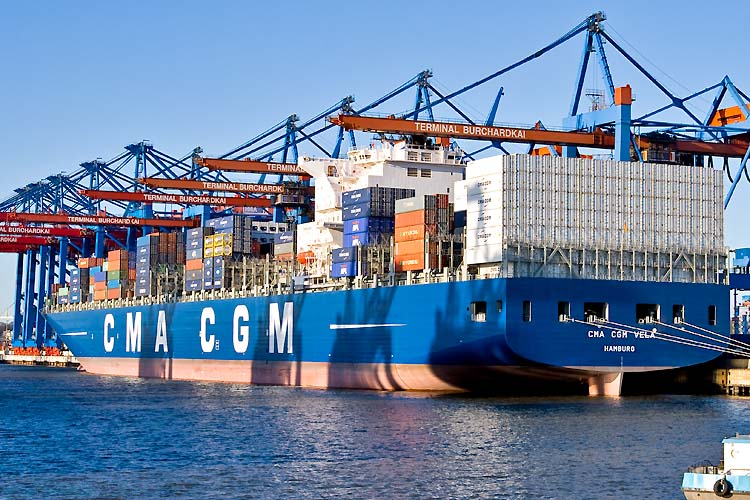
Die CMA CGM Vela, das größte Containerschiff unter deutscher Flagge – Eigner ist ein Schiffsfonds mit Sitz in München.

Der Schiffsfonds ist im Finanzwesen ein Investmentfonds in der Form eines geschlossenen Fonds, der das eingesammelte Kapital der Anleger in den Erwerb, den Bau oder die Schiffsfinanzierung von Seeschiffen investiert.

## Allgemeines
Die Anleger investieren ihr Kapital in Investmentzertifikaten des Investmentfonds. Da es sich um geschlossene Fonds handelt, können Anleger dem Fonds nur während des Platzierungszeitraumes beitreten. Nachdem das notwendige Kapital eingeworben wurde, wird der Fonds geschlossen und ist damit für weitere Geldanlagen nicht mehr zugänglich. Geschlossene Fonds rekrutieren deshalb von vorneherein eine begrenzte Teilnehmerzahl, die das Fondsvermögen aufbringt.

## Informationsquellen
- Der Verkaufs- oder Emissionsprospekt mit Zeichnungsschein: Der Verkaufs- oder Emissionsprospekt unterliegt der Prospekthaftung und wird von Wirtschaftsprüfern unter Erstellung eines Prospektprüfungsgutachtens geprüft. Hier werden das Investitionsobjekt, die Rahmenbedingungen sowie die Chancen und Risiken genau geschildert. Sonstige Vertriebsunterlagen hingegen unterliegen keiner Prüfung.
- Im Gesellschaftsvertrag sind alle wesentlichen Vereinbarungen enthalten. Er ist die vertragliche Grundlage des Beitritts. Ihn und den Treuhandvertrag sollte man immer detailliert lesen.
- Das Prospektprüfungsgutachten des beauftragten Wirtschaftsprüfers wird interessierten Anlegern auf Wunsch in der Regel kostenlos zugeschickt. Hierin ist nachzulesen, ob der Verkaufsprospekt den IDW S4 Anforderungen genügt, oder ob es materielle Beanstandungen gibt. Ein beanstandungsfreies Gutachten heißt, dass der Prospekt richtig, vollständig und klar ist. Eine Bewertung des Angebotes ist damit nicht verbunden.
- Die testierte Leistungsbilanz gibt Aufschluss über die Erfahrung des Anbieters und die Ergebnisse von früheren Fonds und kann im Regelfall auf der Homepage des Anbieters abgerufen werden.
- Es gibt Fondsanalysen unterschiedlicher Qualität von verschiedenen Anbietern (z. B. Scope, TKL Fonds, GUB, kapital-markt intern, Loipfinger, Nerb etc.)
- Es gibt Fachliteratur zu Geschlossenen Fonds, die auch Schiffsfonds und deren Spezifika beschreiben (siehe #Literatur).
- Die Bundesanstalt für Finanzdienstleistungsaufsicht (BaFin) stellt auf ihrer Homepage www.bafin.de unter „Hinterlegte Vermögensanlagen-Verkaufsprospekte“ eine Übersicht der seit dem 1. Juli 2005 gestatteten Verkaufsprospekte zur Verfügung.
- Stiftung Warentest:[2]

## Merkmale
Der Anleger beteiligt sich als Kommanditist an einer Kommanditgesellschaft, die Anlage ist eine langfristige Investition mit in der Regel 10 bis 25 Jahren Laufzeit. Anleger tätigen eine unternehmerische Investition mit Chancen und Risiken als Mitunternehmer. Ein Anspruch auf eine feste Verzinsung oder auf einen festen Rückzahlungstermin besteht nicht; sogar der Totalverlust der Beteiligung ist möglich. Es existiert ein vorformuliertes Vertragswerk, mindestens ein Gesellschafts- und Treuhandvertrag, auf das der einzelne Anleger keinen Einfluss hat. Ein Wertpapierprospekt enthält die wesentlichen Angaben zum Investment und beschreibt die rechtlichen und steuerlichen Rahmenbedingungen. Durch die Form des geschlossenen Fonds ist ein jederzeitiger Verkauf der Beteiligung nicht gesichert, auch nicht auf dem Sekundärmarkt.

## Fondsvermögen
Schiffsfonds werden fast ausschließlich als Euro- oder US-Dollar-Fonds aufgelegt. Gängige Fondskonzeptionen sind:
- Einzelschiff mit mittel- oder langfristigem Chartervertrag,
- Einzelschiff, welches auf Reisebasis beschäftigt wird (Trampschifffahrt/Pool),
- Flotte gleicher Schiffe,
- Flotte verschiedenartiger Schiffe,
- Dachfonds.

Zum Fondsvermögen eines Schiffsfonds gehören Bulker, Containerschiffe, Feederschiffe, Mehrzweckschiffe und Tanker (Frachtschiffe) und Passagierschiffe wie beispielsweise Kreuzfahrtschiffe. In Frage kommt die Anschaffung derartiger Schiffe und die Schiffsfinanzierung. Von Bedeutung für die Ausschüttung des Schiffsfonds sind die Charterverträge zwischen der Reederei und dem Charterer.
Bei dem Anlageobjekt kann es sich um ein gebrauchtes Schiff handeln oder um einen Neubau. Die Fondsgesellschaft überlässt das bemannte und betriebsbereite Schiff einem Unternehmen und erhält hierfür die vereinbarten Chartereinnahmen (üblich in US-Dollar). Aus diesen Einnahmen werden nach Abzug der Schiffsbetriebs- und Managementkosten, Kreditzinsen und Tilgungen für aufgenommene Darlehen und den Verwaltungskosten die Auszahlungen für die Kommanditisten bestritten. Über- oder Unterdeckungen hieraus verändern die vorhandenen Liquiditätsreserven. Die langfristige Prognoserechnung im Prospekt zeigt die kalkulierten Ein- und Ausgaben sowie die geplanten Auszahlungen an die Kommanditisten. Wie viel das Schiff gekostet hat und welche Kosten für die Vermittlung des Eigenkapitals und die Gebühren des Anbieters anfallen, ist der Mittelverwendungsrechnung zu entnehmen. Die Mittelherkunftstabelle gibt Aufschluss über die Finanzierung der Gesamtkosten und das Verhältnis von Eigen- zu Fremdkapital. Die Kapitalrückflussrechnung zeigt die vom Anbieter prognostizierten Auszahlungen, die Steuerbelastung und die Nettorückflüsse an die Anleger. Zu beachten ist, dass die Auszahlungen an die Kommanditisten Liquiditätsüberschüsse der Gesellschaft darstellen.

## Rechtliche und steuerliche Aspekte

### Rechtsgrundlagen
Die Rechtsform für Schiffsfonds ist typischerweise die GmbH & Co. KG, wobei die Anleger als Kommanditisten fungieren. Der Initiator bietet über Kreditinstitute oder über freie Anlagenvermittler eine Beteiligung an dem Kommanditkapital der Gesellschaft an. Die Geschäftsführung obliegt dem persönlich haftenden Gesellschafter, in der Regel eine GmbH. Die Kommanditisten haben grundsätzlich keinen Einfluss auf die Geschäftsführung. Mitwirkungs- und Kontrollrechte sowie Ergebnisbeteiligung und Anteil am Auseinandersetzungsguthaben sind im Gesellschaftsvertrag geregelt. Anleger haben zumeist die Wahl, entweder als unmittelbare Kommanditisten in das Handelsregister eingetragen zu werden, oder sich über einen Treuhänder mittelbar an der Gesellschaft zu beteiligen. Der Treuhänder verwaltet den Kommanditanteil im eigenen Namen auf Rechnung des Treugebers. Der Name des Anlegers taucht bei einer treuhänderischen Beteiligung nicht im Handelsregister auf.
Grundlage der Beteiligung ist ein vom Anbieter vorgegebenes Vertragswerk (insbesondere Gesellschafts- und Treuhandvertrag) sowie der Wertpapierprospekt, der vor Verkaufsbeginn seit dem 1. Juli 2005 einer Genehmigungspflicht durch die Bundesanstalt für Finanzdienstleistungsaufsicht (BaFin), unterliegt (Grundlage ist die Vermögensanlagen-Verkaufsprospektverordnung). Die BaFin prüft nicht, ob die Angaben im Prospekt richtig sind oder ob die Beteiligung wirtschaftlich sinnvoll ist. Die Angaben im Prospekt unterliegen einer Prospekthaftung. Gemäß § 8g VerkProsG muss der Prospekt alle tatsächlichen und rechtlichen Angaben enthalten, die notwendig sind, um dem Publikum eine zutreffende Beurteilung des Emittenten und der Vermögensanlagen zu ermöglichen. Ein vom Anbieter beauftragter Wirtschaftsprüfer prüft auf Basis des IdW S4 Standards die rechtlichen und wirtschaftlichen Angaben im Prospekt. Ergebnis dieser Prüfung ist ein schriftliches Prospektprüfungsgutachten.
Der Anbieter hat Gestaltungsfreiheit bei der Erstellung der Verträge (Gesellschafts- und Treuhandvertrag). Die Bandbreite reicht von ausgewogenen Verträgen mit fairer Berücksichtigung der Anlegerinteressen bis hin zu Verträgen, die die Kontroll-, Eingriffs-, Auskunfts- und Mitbestimmungsrechte der Anleger, soweit gesetzlich abdingbar, ausschließen.
Haftung des Anlegers/Zeichners:
a) gesetzliche Haftung aus § 172 Abs. 4 HGB
Auszahlungen setzen sich aus Gewinnen und/oder aus Rückzahlungen des Gesellschaftskapitals zusammen. In dem Umfang, in dem durch Rückzahlungen die gezeichnete Pflichteinlage unter die im Handelsregister eingetragene Haftsumme sinkt, entsteht eine unmittelbare Haftung des Anlegers Dritten gegenüber nach § 172 Abs. 4 HGB. Dies tritt regelmäßig bei Schiffsfonds in den ersten Jahren und in der Zeit von Liquiditätsengpässen ein. Im Insolvenzfall kann dann von Gläubigern die Rückzahlung von Ausschüttungen verlangt werden, bis die Haftsumme wieder erreicht wird. Details sind dem Kapitalkonto des Anlegers zu entnehmen, in dem Ein- und Auszahlungen sowie die auf ihn entfallenden Gewinne und Verluste erfasst werden. Ist der Stand des Kapitalkontos geringer als die eingetragene Haftsumme, lebt die Haftung in Höhe des Differenzbetrages wieder auf, maximal jedoch in Höhe der erhaltenen Auszahlungen. Die eingetragene Haftsumme kann geringer sein als die Pflichteinlage (Zeichnungssumme). Haftungsmäßig ist vorteilhaft, wenn nur ein kleiner Teil der Pflichteinlage als Haftsumme eingetragen wird. Die mögliche Außenhaftung kann das sonstige Vermögen des Anlegers gefährden. Eine mittelbare/treuhänderische Beteiligung ändert an diesem Haftungsrisiko wirtschaftlich nichts, da regelmäßig im Treuhandvertrag vereinbart wird, dass der Treugeber (Anleger) den Treuhänder von auf die Beteiligung entfallende Haftungsrisiken freistellt.
b) bei Verkauf der Beteiligung
Der Veräußerer haftet im Außenverhältnis für bei Ausscheiden begründete Verbindlichkeiten für die Dauer von 5 Jahren nach seinem Ausscheiden gemäß § 160 Abs. 1 HGB in Höhe der Haftsumme. Mit dem Käufer können Vereinbarungen hierzu getroffen werden; diese Vereinbarungen wirken aber nur zwischen den Vertragsparteien und ändern die Haftung im Außenverhältnis, z. B. Gläubigern der Gesellschaft, nicht.
c) aus gesellschaftsrechtlichen Bestimmungen
Der Gesellschaftsvertrag kann das Innenverhältnis weitgehend frei gestalten (dispositiv, § 161 Abs. 2, § 109 HGB). Gesellschaftsverträge können daher zusätzliche Haftungsregelungen für den Gesellschafter begründen. So kann vereinbart sein, dass Auszahlungen, denen keine handelsrechtlichen Gewinne gegenüberstehen, als Darlehen an den Gesellschafter zu werten sind und diese von der Gesellschaft im Bedarfsfalle zurückgefordert werden können. Der Rückforderungsanspruch unterliegt einer 3-monatigen Kündigungsfrist nach § 488 Abs. 3 BGB. Auch für eine mittelbare/treuhänderische Beteiligungen gilt über den Treuhandvertrag wirtschaftlich die gleiche Verpflichtung.
Wertpapierrecht
Investmentzertifikate aus geschlossenen Fonds gehörten bis Juni 2012 zum grauen Kapitalmarkt. Durch die Novelle des Finanzanlagenvermittler- und Vermögensanlagenrechts sind sie nunmehr zu Finanzinstrumenten im Sinne des § 1 Abs. 1 Nr. 5 KWG und § 1 Abs. 4 Nr. 2 WpHG geworden. Den Begriff des „geschlossenen Fonds“ gibt es seitdem nicht mehr, sie heißen nunmehr „geschlossene Investmentvermögen“.

### Steuerfragen
Gemäß § 15b Abs. 1 EStG dürfen bei Steuerstundungsmodellen – wozu der Schiffsfonds gehört – negative Einkünfte (also Verluste) weder mit Einkünften aus Gewerbebetrieb noch mit Einkünften aus anderen Einkunftsarten ausgeglichen werden; sie dürfen auch nicht nach § 10d EStG in anderen Veranlagungszeiträumen allgemein abgezogen werden. Sie können nur mit späteren positiven Einkünften aus derselben Einkunftsquelle verrechnet werden. Dadurch haben Schiffsfonds weitgehend an Attraktivität verloren. Vor Einführung der Abzugsbeschränkung war eine Verlustverrechnung mit anderen Einkünften möglich und damit eine Steuerersparnis oder ein Steuerstundungseffekt.
Eine Schiffsfondsgesellschaft erzielt Einkünfte aus Gewerbebetrieb. Der steuerliche Gewinn wird von der Gesellschaft ermittelt und rechnerisch auf die Anleger verteilt; der Gewinnanteil ist unabhängig von der Ausschüttungshöhe. Der Gewinnanteil gehört bei jedem Kommanditisten zu den Einkünften aus Gewerbebetrieb.
Die Gesellschaft kann den steuerlichen Gewinn pauschal nach der Nettoraumzahl des Schiffes ermitteln (pauschalierte Gewinnermittlung nach § 5a EStG, sogenannte Tonnagesteuer), vorausgesetzt, dass sie einen entsprechenden Antrag stellt, das Schiff im internationalen Verkehr betrieben wird, die Bereederung des Schiffes im Inland erfolgt, die Geschäftsleitung der Fondsgesellschaft ihren Sitz im Inland hat und das Schiff in einem deutschen Register eingetragen ist. An diesen Antrag ist die Gesellschaft 10 Jahre lang gebunden. Die Anwendung der Tonnagesteuer führt zu geringen, pauschal ermittelten Gewinnen der Gesellschaft unabhängig von der realen Gewinn- oder Verlustsituation. Für die Kommanditisten führt die Tonnagebesteuerung zu einem geringen steuerpflichtigen Gewinn aus der Beteiligung in Höhe von etwa 0,1 % bis 0,4 % pro Jahr bezogen auf das gezeichnete Kommanditkapital. Auf diesen Gewinn ist dann der individuelle Steuersatz zu entrichten. Zu beachten ist, dass mit der Tonnagesteuer eventuell spätere Gewinne aus der Veräußerung des Schiffes bereits abgegolten sind.
Wird die Gesellschaftsbeteiligung vererbt oder verschenkt, kann der Bedachte die erbschaft- und schenkungsteuerliche Steuerverschonung für Betriebsvermögen in Anspruch nehmen, sofern deren übrige Voraussetzungen vorliegen (§ 13a ErbStG). Die Beteiligung wird mit dem gemeinen Wert (Marktwert inklusive der stillen Reserven) steuerlich bewertet. Zur Wertermittlung kommen verschiedene Bewertungsmethoden in Betracht. Für Investmentanteile, die einen Rücknahmepreis haben, wird dieser angesetzt (§ 11 Abs. 4 BewG). Ob die Beteiligung über einen Treuhänder gehalten wird oder direkt vom Anleger, ist in der Regel ohne Einfluss auf die Steuerbegünstigung.

## Neukonzeptionen
Nach der Einführung des § 15b EStG im Dezember 2005 wurde die Neukonzeption von Schiffsfonds mit Anfangsverlusten über 10 % des Kommanditkapitals (Steuerstundungsmodelle) unterbunden. Auch die in der Branche über viele Jahre beliebten sogenannten Kombi-Modelle (steuerliche Anfangsverluste in den ersten Jahren mit anschließendem Wechsel zur Tonnagebesteuerung) gehören damit der Vergangenheit an. Betroffen sind alle Schiffsfonds, für die nach dem 10. November 2005 mit dem Außenvertrieb begonnen wurde oder bei denen der Anleger nach dem 10. November 2005 beigetreten ist (Rückwirkung des Gesetzes).
Als Folge dieser gesetzlichen Änderung werden von den Anbietern derzeit renditeorientierte Fondsprodukte auf den Markt gebracht, die von der Tonnagebesteuerung profitieren. Die prognostizierten Renditen der Anbieter sind in den letzten Jahren rückläufig. Wurden 2002 durchschnittlich noch rund 9,5 % Nachsteuerrendite in Aussicht gestellt, reduzierte sich die Nachsteuerrendite kontinuierlich in den Jahren 2002 bis 2006. 2006 betrug die durchschnittlich erwartete Nachsteuerrendite rund 6,8 %. Die Weichkosten (im Wesentlichen Vertriebskosten und Gebühren der Anbieter) sind von 27,6 % des Eigenkapitals inklusive Agio im Jahre 2003 auf 23,3 % im Jahre 2007 zurückgegangen. Das durchschnittliche Fondsvolumen eines Schiffsfonds betrug 2007 rund 53,5 Mio. €.
Eine Analyse des Unternehmens TKL Fonds zum Ausschüttungs- und Tilgungsverhalten von 1.040 laufenden Schiffsfonds aller wesentlichen Emissionshäuser zum 31. Dezember 2005 hat folgende Resultate geliefert (Werte auf volle Prozente gerundet):
|            | Tilgungen | Ausschüttungen |
| ---------- | --------- | -------------- |
| über Plan  | 61 %      | 26 %           |
| im Plan    | 18 %      | 28 %           |
| unter Plan | 21 %      | 46 %           |

Sondertilgungen gehören zum üblichen Verfahren von Emissionshäusern. Nahezu die Hälfte aller Schiffsfonds haben die Ausschüttungsprognosen nicht erfüllt.
Im Rahmen der langfristigen Prognoserechnungen werden von den Anbietern Annahmen zu diversen Faktoren der Prognoserechnung getroffen (Wechselkurse, Zinssätze, Schiffsbetriebskosten, Anschlusscharterraten, off-hire Tage, Verkaufserlös des Schiffes etc.). Je nach konservativer oder progressiver Wahl der diversen Parameter lassen sich beliebige Ausschüttungen und Renditen darstellen. Bei den prognostizierten Ausschüttungen und Renditen müssen also stets die Annahmen der Fondsrechnung hinterfragt werden, ob diese nachhaltig erzielbar sind!
Will man beurteilen, ob ein Schiffsinvestment auf solider Grundlage steht, sind folgende Punkte ausschlaggebend:
- ein guter Einstandspreis des Schiffes,
- ein marktgerechtes, qualitativ ordentliches Schiff,
- eine Erstcharter mit einem belastbaren Charterer, die in einem guten Verhältnis zum Kaufpreis steht,
- eine kalkulierte Anschlusscharterrate, die nachhaltig erzielbar erscheint,
- realistische Schiffsbetriebskosten und off-hire Zeiten,
- nicht überzogene Weichkosten oder Gewinnbeteiligungen des Anbieters.

Die zukünftig erzielten Rückflüsse des Anlegers aus dem Schiffsfonds hängen dann in erster Linie von den zukünftigen Entwicklungen des Chartermarktes, der Betriebskosten, der Zinsen und der Wechselkurse ab. Die Betriebskosten werden stark vom Preis für Schweröl determiniert; Schiffe können durch gewolltes Langsamfahren („Slow steaming“) Kraftstoff sparen.

## Einbruch der Charterraten
In den wesentlichen Schifffahrtsmärkten (Containerschifffahrt, Massengutfrachter und Tanker) hatte sich die Marktentwicklung im Zuge der weltweiten Rezession 2008–2013 stark eingetrübt. Die erzielbaren Chartererträge haben sich reduziert und sind in vielen Bereichen massiv eingebrochen.
Zudem waren Teile der weltweiten Flotte nicht ausgelastet und lagen ohne Beschäftigung vor Anker.  Aufliegende Schiffe verursachen weiter Kosten (Fixkosten in Form der Leerkosten), haben jedoch keine Einnahmen; vorhandene Liquiditätsreserven werden aufgezehrt.
Nach dem Zusammenbruch von Lehman Brothers waren die Finanzierungsmärkte teilweise stark verunsichert; ehemals führende Schiffsfinanzierer reduzierten ihr Neugeschäft massiv oder stellten es ganz ein. Die Zahl der Verkaufstransaktionen brach ein (auch deshalb, weil auch solvente Kaufinteressenten Kredite nicht oder nur zu abnormen Finanzierungskonditionen erhielten). Die Schiffspreise reagierten auf diese Entwicklungen.
Rückläufige Chartereinnahmen und sinkende Schiffswerte können dazu führen, dass die in vielen Finanzierungsverträgen enthaltenen Bedingungen und Zusicherungen verletzt werden und laufende Kredite von den Banken fällig gestellt werden könnten oder den Fonds deutlich höhere Kreditkosten berechnet werden, die die schwache Ertragslage noch weiter belasten. Insbesondere bei Fonds, die über hohes Fremdkapital verfügen, muss damit gerechnet werden, dass die stark rückläufigen Einnahmen nicht ausreichen werden, Zinsen und Tilgung zu erbringen und die Fonds notleidend werden können.
Im Zuge der guten Marktlage und der hohen Einnahmenerwartungen der Jahre 2005 bis 2008 wurde eine hohe Zahl von Neubauten in allen Schiffssegmenten bestellt. Folge dieser Bestellflut war ein Anstieg der Schiffskapazität von bis zu 15 % pro Jahr von 2009 bis 2012. Diese Schiffe brachten weiter Druck auf die Frachtraten.
Eine Nationale Maritime Konferenz findet seit dem Jahr 2000 regelmäßig statt. Der Verband Deutscher Reeder beobachtet die Marktlage. Seit Mitte 2008 wurde wieder eine Schifffahrtskrise konstatiert.
Andreas Dombret, Vorstandsmitglied der Bundesbank, sagte im März 2013, die Schifffahrtskrise stelle ein »beträchtliches« Risiko im Bankensektor dar. Banken hätten mehr als 100 Milliarden Euro an Krediten für Schiffskäufe bereitgestellt. Die Bankenaufsicht analysiere die betroffenen Institute deshalb »seit einiger Zeit besonders aufmerksam«.

## Der Markt für Schiffsfonds
Mitte der 1990er Jahre wurden jährlich durchschnittlich rund 1,5 Mrd. € Eigenkapital pro Jahr platziert (= von Anlegern eingesammelt und investiert). In den Folgejahren ging das platzierte Eigenkapital bis auf 1,04 Mrd. € 1999 zurück (siehe Asienkrise); bis 2002 wieder erreichte es wieder ein Niveau von 1,3 Mrd. € pro Jahr. Je nach Quelle werden unterschiedliche Zahlen zum Gesamtmarkt für Schiffsfonds veröffentlicht (z. B. mit oder ohne Berücksichtigung von Private Placements oder mit und ohne Ausgabeaufschlag).
| Jahr | Eigenkapital nach FTD | Eigenkapital nach Scope |
| ---- | --------------------- | ----------------------- |
| 2004 | 2,91 Mrd. €           | 2,48 Mrd. €             |
| 2005 | 2,96 Mrd. €           | 2,76 Mrd. €             |
| 2006 | 2,55 Mrd. €           | 2,31 Mrd. €             |
| 2007 | 3,58 Mrd. €           | 3,00 Mrd. €             |

Analog zu den Eigenkapitalvolumina veränderten sich die jeweiligen Fondsvolumina. Wurden Mitte der 1990er Jahre durchschnittlich rund 3,5 Mrd. € Fondsvolumen jährlich realisiert, gingen die Werte bis 1999 auf lediglich 2,34 Mrd. € zurück, um in den Folgejahren stark anzusteigen:
| Jahr | Fondsvolumen nach Scope |
| ---- | ----------------------- |
| 2000 | 3,11 Mrd. €             |
| 2001 | 3,37 Mrd. €             |
| 2002 | 3,81 Mrd. €             |
| 2003 | 5,83 Mrd. €             |
| 2004 | 5,98 Mrd. €             |
| 2005 | 6,75 Mrd. €             |
| 2006 | 5,60 Mrd. €             |
| 2007 | 7,05 Mrd. €             |

Schiffsfonds waren 2008 nach den Immobilienfonds mit rund 30 % des platzierten Eigenkapitals das zweitstärkste Segment im Bereich geschlossener Fonds. Im Jahr 2006 wurden insgesamt 672 Verkaufsprospekte bei der Bundesanstalt für Finanzdienstleistungsaufsicht (BaFin) zur Genehmigung eingereicht. Schiffsfonds waren mit 192 eingereichten Verkaufsprospekten das mit Abstand stärkste Segment. Containerschiffsfonds stellen traditionell das stärkste Segment, gefolgt von Tankerfonds (etwa je zur Hälfte Rohöltanker und Produkte- und Chemikalientanker). Massengutfrachter (Bulker) hatten in der Vergangenheit nur kleinere Marktanteile, wurden aber 2008 durch den Boom in diesem Segment verstärkt angeboten. Nach Angaben des VGF Verband Geschlossene Fonds e. V. wurden 2008 rund 38 % des Eigenkapitalvolumens über Banken vertrieben, 43 % von freien Anlageberatern und Maklerpools, 5 % über den Direktvertrieb der Anbieter und 15 % über sonstige Wege. Als Umsatz auf dem im Zweitmarkt für Schiffsbeteiligungen wurden 2008 169 Mio. € angegeben.
Mehr als 180 Fondsschiffe, die mit über 3,9 Milliarden Euro aus Anlegergeld und Bankkrediten finanziert wurden, sind seit 2008 pleitegegangen. Bis zum Herbst 2014 wurde die Insolvenz von 450 geschlossenen Schiffsfonds mit einem Gesamtschaden von bis zu 10 Milliarden Euro während der letzten Jahre gemeldet.

## Die Anbieter
Auf die fünf größten Emissionshäuser im Bereich Schiffsfonds des Jahres 2006 (MPC Capital, HCI Capital, Dr. Peters, Lloyd Fonds, König & Cie.) entfiel ein Marktanteil von rund 56 % des insgesamt platzierten Eigenkapitals von 2,3 Mrd. €. Die Top 20 Anbieter haben einen Marktanteil von rund 91 %. 2006 waren insgesamt 53 Anbieter aktiv, davon 15 Newcomer. Die Anbieterstruktur ist mittelständisch geprägt. Während kleinere Emissionshäuser häufig nur aus bis zu 10 Personen bestehen, erreichen führende Anbieter im Schiffsbereich eine Gesamtstärke von 100 bis etwa 300 Mitarbeitern.
Die zehn größten Anbieter von geschlossenen Schiffsfonds in Deutschland nach platziertem Eigenkapital im Jahr 2011 waren Nordcapital, Conti Reederei, MCE, HCI Capital, MPC Capital, Oltmann Gruppe, GEBAB, Vega Reederei, Hanse Capital und Lloyd Fonds.

## Anlegerschutz
Am 16. Mai 2013 wurde vom Bundestag das Kapitalanlagegesetzbuch verabschiedet. Es ist zum 22. Juli 2013 in Kraft getreten.
Mit ihm wurde die Richtlinie 2011/61/EU über die Verwalter alternativer Investmentfonds (AIF) umgesetzt.
Zu diesen Fonds zählen unter anderem offene Immobilienfonds, Hedgefonds sowie geschlossene Fonds.
Wer einen solchen Fonds auf den Markt bringen will, braucht eine Genehmigung der BaFin (vorausgesetzt er verwaltet mehr als 100 Millionen Euro; Fonds, die weniger verwalten, benötigen lediglich eine Registrierung). Um eine solche Genehmigung zu bekommen, müssen die Fondsanbieter einige neue Anforderungen erfüllen.
Geschlossene Fonds müssen zur Risikostreuung obligatorisch in mindestens drei Objekte investieren. Fonds, die diese Regel nicht erfüllen, müssen eine Mindestanlagesumme von 20.000 Euro haben als Hürde für unerfahrene Anleger. Einem Schreiben der BaFin zufolge umfasst das Gesetz jedoch keine Schiffsfonds. Sie erfüllen die Kriterien für Investmentvermögen nicht, da sie operativ tätig seien.

## Wirtschaftliche Aspekte
Aus Sicht der Betriebswirtschaftslehre handelt es sich bei geschlossenen Fonds stets um Projektfinanzierungen, also auch bei Schiffsfonds. In ihnen sind langlebige Investitionsgüter enthalten, die starken Wertschwankungen unterliegen können. Die geringe Marktliquidität und vorhandene hohe Marktenge geschlossener Fonds sind weitere Faktoren, die das Marktrisiko und damit das Finanzrisiko für Anleger stark erhöhen. Es ist mit einem Totalausfall der Geldanlage zu rechnen, weswegen Schiffsfonds zur schlechtesten Anlageklasse gehören. Dementsprechend sollten nur risikofreudige Anleger (siehe Risikoklasse) in Schiffsfonds investieren.
Seit etwa 1970 haben die Anleger weit über 30 Milliarden Euro in Schiffsfonds investiert. Die während der Schiffsbauphase anfallenden Verluste konnten bis 2005 mit anderen Einkunftsarten verrechnet werden, Steuern fielen erst später während der Schiffscharter-Phase an (deshalb „Steuerstundungsmodell“). Nach der ab Dezember 2005 geltenden Neukonzeption des EStG sind Anfangsverluste von über 10 % des Kommanditkapitals unterbunden. Seitdem befinden sich viele Schiffsfonds in der Krise.